# Clube Internacional de Regatas
O Clube Internacional de Regatas é um clube desportivo brasileiro, sediado na cidade de Santos, no estado de São Paulo. Suas cores são vermelho, azul e branco.

## História
O Clube Internacional de Regatas foi fundado em reunião ocorrida às 19h30 do dia 24 de maio de 1898, na Rua Martim Afonso nº 1. Estiveram presentes 36 pessoas, antigos funcionários da firma Naumann Gepp & Cia, que elegeram João Scott Hayden Barbosa o primeiro presidente da agremiação. Foram fundadores: Adolfo Hayden Barbosa, Alarico Vieira Barbosa, Alberto Morais, Alberto, Reissmann, Alfredo Peixoto, Antonio de Almeida Campos, Arthur Campos de Camargo, Augusto Costa, Augusto Sarne, Bernardino Gondim, Carlos Beyrodt, Carlos Santana, Charles G. Vieira, David Ferreira, Deoclécio Andrade, Esaú Silveira, Henrique Tross, Henrique Porchat de Assis, João Dumans, João Guimarães Jr, João Martins Peixoto, João Scott H. Barbosa, Jorge Sayé, Lauro Guedes Pereira, M.L Paterson, Manuel Inácio da Fonseca, Manuel Martins de Oliveira, Marcelino Campos, Mario da Cunha Nogueira, Mario Moraes, Nímio de Paula Martins, Raul Schmidt, Renato Malheiros, Thomas da Silva e Vicente Ferreira Martins.
A primeira diretoria do Clube Internacional de Regatas ficou assim estabelecida:
- Presidente: João Scott Hayden Barbosa
- Vice-presidente: Palemon Cândido Gomes
- Primeiro secretário: Mario Moraes
- Segundo secretário: Henrique Jaime de Mello
- Tesoureiro: Manuel Martins de Oliveira
- Diretores: Arthur Campos de Camargo, João Martins Peixoto, Henrique Tross, David Ferreira e Marcelino Campos.

A primeira sede do clube foi instalada em um imóvel na Bocaína (hoje Vicente de Carvalho), com algumas construções: um barracão para guarda de barcos; outro, utilizado como oficina de reparos e um chalé para recreação dos sócios. Foram também adquiridas duas canoas (Cecy e Pery), uma guiga de corrida (Iracema), um escaler para passeio de sócios e dois escaleres de corrida (Tapuia e Guaianás). Também foram adquiridos aparelhos de ginástica, bolas, mesas, cadeiras austríacas, bandeiras e outros utensílios.
Em 1899, o Internacional de Regatas alugou o Trapiche Paquetá, para a guarda de barcos. No mesmo ano, alugou o trapiche São Paulo à Rua João Octávio nº 13 e vendeu o terreno da Bocaína.
Em fevereiro de 1900, transferiu-se para a Ponta da Praia. Por volta de 1922, retornou ao Itapema, ocasião em que comprou um terreno e construiu sua sede social equipada com campo de futebol, pista de atletismo, quadras de croquet (jogo inglês), bola ao cesto, sessenta embarcações, remo, esgrima e natação.
Em 1942, retornou à Ponta da Praia, onde permanece até hoje. Seu atual ginásio começou a ser construído em 31 de maio de 1945 e concluído em 1946, sendo o primeiro ginásio em todo o litoral paulista. Este ginásio possibilitou que Santos sediasse, pela primeira vez, os Jogos Abertos do Interior.
Sua piscina de competição foi inaugurada em 1954. Em 1965, o clube adquiriu uma área de 64 mil m² às margens do rio Icanhema, na Praia de Santa Cruz dos Navegantes (Pouca Farinha), onde construiu sua sede náutica.

## Títulos

### Hóquei em Patins
- Campeonato Brasileiro: 1983 - 1984 - 2022

## Presidentes
- 1898 - João Scott Hayden Barbosa
- 1899 - Theodorico de Almeida
- 1900 - Henrique Jayme de Mello
- 1901 - Manoel Martins de Oliveira
- 1902 - Elias Ferreira da Fonseca
- 1903 - Palemon Cândido Gomes
- 1904 - Francisco da Costa Pires
- 1905/07 - Jorge de Sá Rocha
- 1907 - Genes Peres
- 1908/09 - Francisco da Costa Pires
- 1910 - João Fernandes de Pontes
- 1911/12 - Manoel Martins de Oliveira
- 1912/13 - João Fernandes de Pontes
- 1914 - Alfeu Azevedo Silva
- 1914/15 - Nicolau Roland
- 1916 - Alfeu Azevedo Silva
- 1917 - Adolpho Hayden Barbosa
- 1918/20 - Manoel Martins de Oliveira
- 1920 - Henrique Tross
- 1920 - Nicolau Roland
- 1921 - João de Mesquita
- 1922/23 - Juvenal Franco de Camargo
- 1924/25 - Maurílio Porto
- 1925 - Juvenal Franco de Camargo
- 1926 - Clarimundo da Rocha Corrêa
- 1927 - Esteban Yahrmann
- 1928 - Djalma Campos Neto
- 1929/30 - Juvenal Franco de Camargo
- 1931/32 - Antônio Garcia de Menezes
- 1933/34 - Luiz Soares
- 1935/48 - Arnaldo de Barros Pires
- 1948/49 - Roberto Rodrigues Moreno
- 1950/59 - Nelson Serra
- 1960/63 - Mário Capp
- 1964/69 - Pedro de Castro Rocha
- 1970/74 - Carlos Varella Lamberti
- 1974/76 - José Volpe
- 1976/78 - Fernando Paiva
- 1978/82 - João Malatesta
- 1983/84 - José Vidal Sion
- 1984/86 - Antonio André M. Perdicaris
- 1986/88 - José Ivanoe Freitas Julião
- 1989/90 - Carlos Antonio Dias
- 1991 - Renato Sertek
- 1992 - Ronald Monteiro
- 1993/98 - José Ivanoe Freitas Julião
- 1999/02 - Pedro Martins
- 2003/04 - Marcelo Luis Maraucci
- 2005/08 - Raphael Sergio Rodrigues Martins
- 2009/10 - José Augusto Cintra Mathias